# U-21-Fußball-Afrikameisterschaft 1995
Die U-21-Fußball-Afrikameisterschaft 1995 war die neunte Auflage des vom Afrikanischen Fußballverband (CAF) organisierten Turniers für Junioren-Fußball-Nationalmannschaften (U-21) Afrikas. Das Turnier wurde in Nigeria ausgetragen. Sieger wurde Kamerun durch einen 4:0-Sieg gegen Burundi. Die beiden Finalisten qualifizierten sich für die Junioren-Weltmeisterschaft 1995 in Katar.

## Teilnehmer
Die folgenden Mannschaften qualifizierten sich für die Endrunde:
- Burundi
- Guinea
- Kamerun
- Mali
- Mauritius
- Nigeria (Gastgeber)
- Sambia
- Senegal

## Modus
Die Mannschaften spielten zunächst eine Vorrunde in zwei Gruppen mit je vier Mannschaften. Die beiden Erstplatzierten jeder Gruppe qualifizierten sich für das Halbfinale. Dort wurde bei Gleichstand eine Verlängerung und ggf. ein Elfmeterschießen ausgetragen.

## Gruppe A
Die Gruppe A wurde in Lagos ausgetragen.
| Pl. | Verein  | Sp. | S | U | N | Tore    | Diff. | Punkte |
| --- | ------- | --- | - | - | - | ------- | ----- | ------ |
| 1.  | Mali    | 3   | 2 | 1 | 0 | 008:400 | +4    | 07     |
| 2.  | Nigeria | 3   | 2 | 1 | 0 | 006:400 | +2    | 07     |
| 3.  | Sambia  | 3   | 0 | 1 | 2 | 004:600 | −2    | 01     |
| 4.  | Guinea  | 3   | 0 | 1 | 2 | 002:600 | −4    | 01     |

## Gruppe B
Die Gruppe B wurde in Kaduna ausgetragen.
| Pl. | Verein    | Sp. | S | U | N | Tore    | Diff. | Punkte |
| --- | --------- | --- | - | - | - | ------- | ----- | ------ |
| 1.  | Kamerun   | 3   | 2 | 1 | 0 | 004:100 | +3    | 07     |
| 2.  | Burundi   | 3   | 1 | 1 | 1 | 003:300 | ±0    | 04     |
| 3.  | Mauritius | 3   | 1 | 0 | 2 | 004:600 | −2    | 03     |
| 4.  | Senegal   | 3   | 0 | 2 | 1 | 002:300 | −1    | 02     |

## Halbfinale
|         |   |         |     |
| Kamerun | – | Nigeria | 2:1 |
| Mali    | – | Burundi | 0:3 |

## Spiel um den dritten Platz
|         |   |      |     |
| Nigeria | – | Mali | 1:0 |

## Finale
Das Finale wurde in Lagos ausgetragen.
|         |   |         |     |
| Kamerun | – | Burundi | 4:0 |

## Weltmeisterschaft
Kamerun und Burundi qualifizierten sich für die Junioren-Weltmeisterschaft 1995 in Katar. Dort beendete Kamerun seine Vorrundengruppe vor Australien, Costa Rica und Deutschland als Sieger, schied dann im Viertelfinale gegen den späteren Weltmeister Argentinien aus. Burundi schloss die Vorrunde hinter Spanien, Japan und Chile auf dem letzten Platz ab.